# Zoltán Pongrácz
Zoltán Pongrácz (ur. 5 lutego 1912 w Diószeg, zm. 3 kwietnia 2007) – węgierski kompozytor.

## Życiorys
W latach 1930–1935 uczył się u Zoltána Kodálya w Akademii Muzycznej w Budapeszcie. Następnie kształcił się w zakresie dyrygentury u Rudolfa Niliusa w Wiedniu (1935–1938) i Clemensa Kraussa w Salzburgu (1941). Od 1940 do 1941 roku studiował ponadto muzykologię porównawczą w Institut für Lautforschung na Uniwersytecie Berlińskim. W latach 1943–1944 był pracownikiem muzycznym radia węgierskiego. Od 1954 do 1964 roku wykładał w konserwatorium w Debreczynie. W 1964, 1965 i 1972 roku uczestniczył w Międzynarodowych Letnich Kursach Nowej Muzyki w Darmstadcie. W latach 1964–1965 kształcił się w zakresie muzyki elektronicznej u Gottfrieda Michaela Koeniga na Uniwersytecie Utrechckim. Od 1975 do 1995 roku wykładał w Akademii Muzycznej w Budapeszcie.
Otrzymał I nagrodę na II Międzynarodowym Konkursie Muzyki Elektronicznej w Bourges za utwór Mariphonia (1974) i tytuł Master of Electronic Music przyznawany przez GMEB Groupe de Musique Experimentale de Bourges (1988). W 1989 roku przyznano mu tytuł Zasłużonego Artysty (Érdemes Művésze díj).

## Twórczość
Po dosyć konwencjonalnym wczesnym okresie swojej twórczości, w latach 60. XX wieku zainteresował się nowymi środkami takimi jak aleatoryzm oraz muzyką elektroniczną. Wykorzystywał dźwięki konkretne takie jak odgłosy zwierząt, łączył śpiew i recytację z dźwiękami wygenerowanymi elektronicznie.

## Wybrane kompozycje
(na podstawie materiałów źródłowych)

### Utwory orkiestrowe
- Symfonia (1943)
- Ballo ongaro na orkiestrę młodzieżową (1955)
- 3 etiudy orkiestrowe (1963)
- Hangos és zörejek (1966)
- Színek és vonalak na orkiestrę młodzieżową (1971)

### Utwory kameralne
- Pastorale na klarnet, saksofon, róg, trąbkę, puzon, fortepian, organy i kotły (1941)
- Javanese Music na zespół kameralny (1942)
- Muzyka na 6 wiolonczel (1954)
- Kwintet dęty (1956)
- Toccata na fortepian (1957)
- 3 małe utwory (1966)
- Phonothèse na taśmę (1966)
- Sets and Pairs na fortepian i czelestę (1968)
- 3 improwizacje na fortepian, perkusję i 3 taśmy (1971)
- 3 bagatele na perkusję (1972)
- muzyka konkretna Zoophonia na przetworzone elektroniczne odgłosy zwierząt (1973)
- Concertino na saksofon sopranowy i taśmę (1982)
- Magyar régiségek na 13 instrumentów solowych (1986)
- Concertino na cymbały i dźwięki elektroniczne (1988)

### Utwory wokalno-instrumentalne
- Apollo musagétes na chór żeński, klarnet, fortepian i perkusję (1958)
- Negritude na chór recytujący, chór i perkusję (1962)
- Ispirazioni na chór, orkiestrę i taśmę (1965)
- Muzyka z Nyírség na solistów, chór i zespół ludowy (1965)
- Rapsodia na chór i zespół cygański (1976)
- A teknőkaparó legendája na baryton, chór , organy elektroniczne, perkusję i taśmę (1985)
- Ut omnes unum sint na chór, chór recytujący, 7 instrumentów dętych blaszanych, 2 fortepiany, 3 skrzypiec, kontrabas, 2 syntezatory i taśmę (1995)

### Opery
- Odyseusz i Nauzykaa (1949–1950, wyst. Debreczyn 1960)
- Az utolsó stáció (1983)

### Balety
- Az ördög ajándéka (1936)

### Muzyka elektroniczna
- Polar and Successive Contrasts (1986)